# Robert Schwentke
Robert Schwentke, född 15 februari 1968 i Stuttgart i dåvarande Västtyskland, är en tysk filmregissör och manusförfattare. Han har bland annat gjort sig känd för att ha regisserat de amerikanska Hollywood-filmerna Flightplan, Tidsresenärens hustru, Red, Insurgent, Allegiant och Snake Eyes: G.I. Joe Origins. I hemlandet Tyskland är han bland annat känd för filmen Bödeln från Emsland (tyska: Der Hauptmann), som premiärvisades för första gången i september 2017.

## Filmografi (i urval)

### Filmer
- 2002 – Tattoo
- 2005 – Flightplan
- 2009 – Tidsresenärens hustru
- 2010 – Red
- 2013 – R.I.P.D.
- 2015 – Insurgent
- 2016 – Allegiant
- 2017 – Bödeln från Emsland
- 2021 – Snake Eyes: G.I. Joe Origins
- 2023 – Seneca

### TV-serier
- 1998–2001 – Tatort (TV-serie)
- 2009 – Lie to Me (TV-serie)